# Musculus pronator teres
Der Musculus pronator teres (lat. für „runder Einwärtsdreher“) ist ein Skelettmuskel. Er verläuft auf der Vorderseite (= Volarseite; die Seite, auf der auch die Handinnenfläche liegt) des Unterarms. Er entspringt mit seinem Caput humerale am Oberarmknochen (Humerus) und mit seinem Caput ulnare an der Elle (Ulna). Er zieht zur Außenfläche der Speiche (Radius). Unter dem Muskel hindurch ziehen Arteria und Vena brachialis. Der Nervus medianus (Ramus muscularis) verläuft in der Regel zwischen den beiden Muskelköpfen. Die Arteria radialis liegt über und die Arteria ulnaris unter dem Muskel.

## Funktion

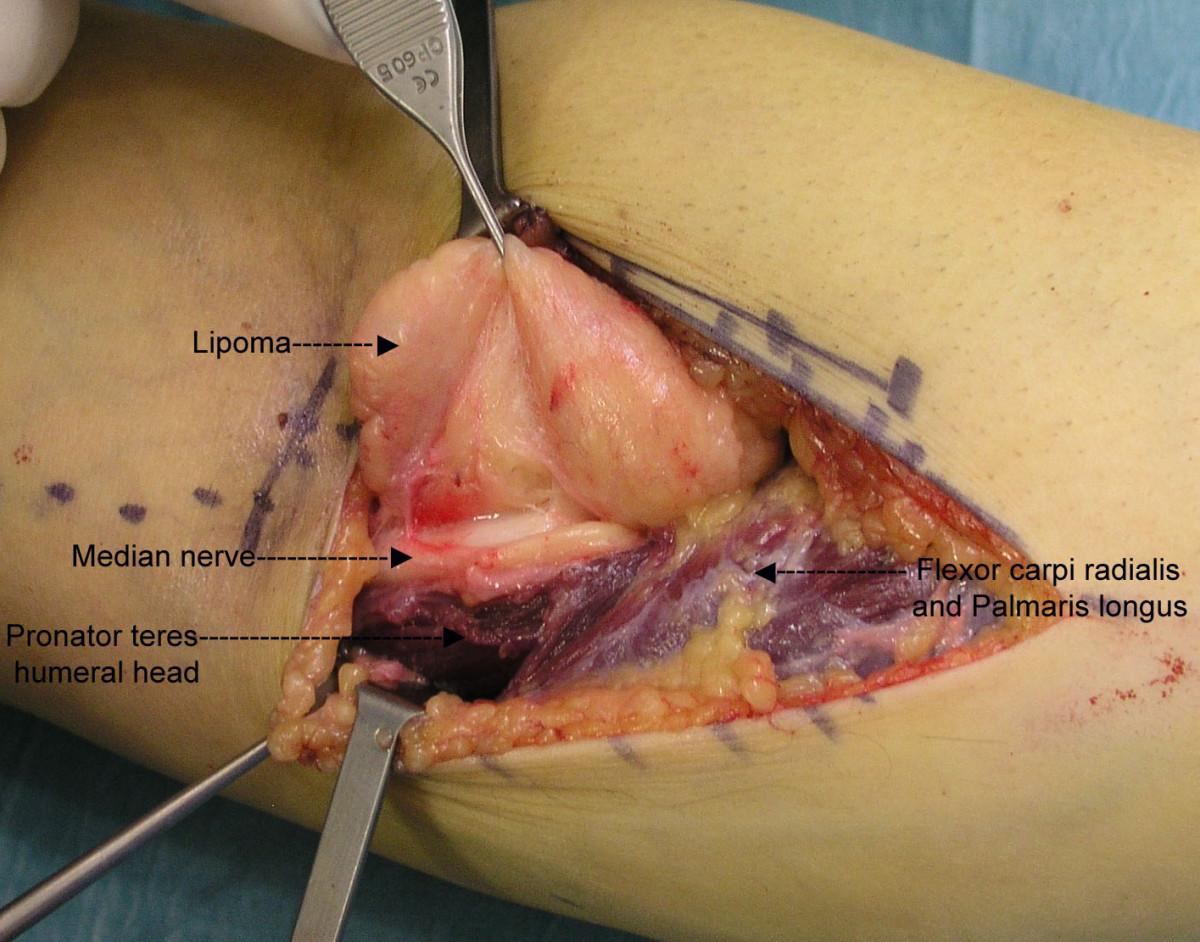
Der Musculus pronator teres und der Nervus medianus während der Resektion eines Lipoms im Bereich des Unterarms

Der Musculus pronator teres bewirkt zusammen mit dem Musculus pronator quadratus die Pronation (Einwärtsdrehung) des Unterarmes. Der Muskel ist nachrangig auch an der Beugung im Ellenbogengelenk beteiligt.
Bei Huftieren ist der Muskel rein sehnig, da bei ihnen sowieso Radius und Ulna unbeweglich miteinander verwachsen sind, eine Pronation also unmöglich ist.

## Innervation
Der M. pronator teres wird durch den Nervus medianus innerviert. Dieser Nerv tritt in seinem weiteren Verlauf zwischen den beiden Köpfen des Muskels hindurch und kann dabei durch Druck geschädigt werden. Dies kann sich als Pronator-teres-Syndrom insbesondere mit Schmerzen und Sensibilitätsstörungen äußern.